# Cárquere
Cárquere ist eine Gemeinde (Freguesia) im portugiesischen Kreis Resende. In ihr leben 746 Einwohner (Stand 19. April 2021).